# 尼科利斯克市镇
尼科利斯克市镇（俄语：Никольское муниципальное образование）是俄罗斯联邦伊尔库茨克州伊尔库茨克区所属的一个市镇。其下辖有个居民点，行政中心为尼科利斯克。据2016年统计，该市镇的人口为2281人。